# Symplecta inconstans
Symplecta inconstans là một loài ruồi trong họ Limoniidae. Chúng phân bố ở miền Australasia.